# 弦楽四重奏曲第2番 (グバイドゥーリナ)
弦楽四重奏曲第2番は、ロシアの作曲家、ソフィア・グバイドゥーリナが1987年に作曲した弦楽四重奏曲である。演奏時間は約9分。

## 作曲の経緯
作品は1987年にフィンランドのクフモで開催されたクフモ室内楽音楽祭に参加するジャン＝シベリウス弦楽四重奏団からの委嘱によって作曲された。

## 楽曲構成
作品は単一楽章であるが、以下の3部に分けることができる。
- 第1部「手を伸ばして繋ぐ」
- 第2部「手を伸ばして刷新する」
- 第3部「肯定」